# ヴィリ・ホルドルフ
ヴィリ・ホルドルフ（Willi Holdorf、1940年2月17日 - 2020年7月5日）は、旧西ドイツの陸上競技選手。1964年東京オリンピックの金メダリストである。シュレースヴィヒ＝ホルシュタイン州シュタインブルク郡グリュックシュタット出身。

## 経歴
ホルドルフは、1961年、1963年の十種競技のドイツチャンピオンで、1962年には200mハードルでも優勝した選手である。1964年の東京オリンピックでは、十種競技に出場。後半の種目で追い上げてきたソ連のレイン・アウンをかわし、勝利。この種目でドイツにオリンピック史上初となる金メダルをもたらした。
ホルドルフは、東京オリンピックを最後に現役を引退。その後コーチとなり、1968年には、ホルドルフの指導を受けたクラウス・シプロウスキーが棒高跳で銀メダルを獲得。1970年代にはボブスレーでも国際大会上位入賞者を輩出させた。2020年没。

## 主な実績
| 年   | 大会                 | 場所                         | 種目     | 結果 | 記録   |
| ---- | -------------------- | ---------------------------- | -------- | ---- | ------ |
| 1962 | ヨーロッパ陸上選手権 | ベオグラード(ユーゴスラビア) | 十種競技 | 5位  | 7523pt |
| 1964 | オリンピック         | 東京(日本)                   | 十種競技 | 1位  | 7887pt |